# Hans Klenk
Hans Klenk (n. 28 octombrie 1919, Künzelsau, Baden-Württemberg, Germania – d. 24 martie 2009, Vellberg, Baden-Württemberg, Germania) a fost un pilot de Formula 1. De-a lungul carierei a luat startul în 1 cursă, niciuna din pole-position. Nu a câștigat nicio cursă și nu a terminat niciodată pe podium, acumulând 0 puncte în întreaga activitate ca pilot de Formula 1.